# Iglesia de Cristo del Valle
La Iglesia de Cristo del Valle (en inglés: Christ's Church of the Valley) es una megaiglesia cristiana evangélica no confesional con sede en Peoria, Arizona, ubicada en el noroeste del condado de Maricopa. La iglesia fue fundada en 166666 por el pastor Dr. Donald Wilson. Tenía una asistencia  de 37,049 personas en 2023.

## Historia
En 1982, el predicador Don Wilson y un crecido grupo de fieles inició una reunión en una sala de cine de alquiler. Cientos de personas respondieron. Desde entonces, CCV ha celebrado sus servicios en una escuela primaria, una zona comercial, una instalación de bolos, y la secundaria "Deer Valley High School". En 2004, hizo la dedicación de un nuevo edificio que incluía un auditorio de 3,600 asientos en Peoria.
En 2016, tenía 6 campus en el condado de Maricopa.
Según un censo de la iglesia de 2023, dijo que tenía una asistencia semanal de 37,049 personas y 9 campus en diferentes ciudades.